# SIS Roma
La SIS Roma è una società sportiva italiana di nuoto, nota soprattutto per la sua attività a livello pallanuotistico.

## Storia
La SIS (Sistemi Integrati per lo Sport) Roma nasce nel 2010 dal presidente Flavio Giustolisi, partendo dalla Serie B. Partecipa per la prima volta alla Serie A1 nella stagione 2014-2015; di nuovo retrocessa al termine di tale annata, torna immediatamente nella massima serie e diventa una delle principali società italiane per quanto riguarda la pallanuoto femminile, conquistando due Coppe Italia (sconfiggendo in finale nel 2019 il Rapallo e nel 2022 il Plebiscito Padova) ed arrivando per due volte a giocarsi la finale scudetto, nel 2019 e nel 2023, venendo sconfitta in entrambi i casi dall'Orizzonte Catania. Tra il 2024 ed il 2025 la squadra conquista altre due Coppe Italia e perde per la terza volta la finale scudetto, nuovamente contro Catania.
Nel 2022 è stata costituita anche la sezione maschile, che nel 2023 conquista la promozione in Serie B.

## Rosa 2025-2026
| N° |                   | Ruolo | Giocatore           |
| -- | ----------------- | ----- | ------------------- |
|    | Italia (bandiera) | P     | Olimpia Sesena      |
|    | Italia (bandiera) | P     | Giorgia Bottiglieri |
|    | Italia (bandiera) | D     | Luna Di Claudio     |
|    | Italia (bandiera) | D     | Sara Carosi         |
|    | Italia (bandiera) | D     | Elena Romeo         |
|    | Russia (bandiera) | A     | Elizaveta Zaplatina |
|    | Italia (bandiera) | A     | Chiara Ranalli      |
|    | Italia (bandiera) | A     | Izabella Chiappini  |
|    | Italia (bandiera) | A     | Sofia Rossi         |

| N° |                     | Ruolo | Giocatore           |
| -- | ------------------- | ----- | ------------------- |
|    | Ungheria (bandiera) | A     | Panna Kudella       |
|    | Italia (bandiera)   | CB    | Lavinia Papi        |
|    | Italia (bandiera)   | CB    | Agnese Cocchiere    |
|    | Italia (bandiera)   | CV    | Andrea Carola Aprea |
|    | Spagna (bandiera)   | CV    | Anna Gual Rovirosa  |
|    | Italia (bandiera)   | CV    | Domitilla Picozzi   |
|    | Italia (bandiera)   | CV    | Sara Centanni       |
|    | Italia (bandiera)   | CV    | Ginevra Aprea       |
|    | Italia (bandiera)   | CV    | Benedetta Nardelli  |

| Allenatore: | Marco Capanna |

## Palmarès

### Competizioni nazionali
- Coppe Italia: 4

2018-2019, 2021-2022, 2023-2024, 2024-2025

### Competizioni giovanili
- Campionato italiano femminile U-17: 1

2013
- Campionato italiano femminile U-19: 1

2017